# Maria Szewczyk
Maria Szewczyk – polska prawniczka, profesor prawa karnego na Wydziale Prawa i Administracji Uniwersytetu Jagiellońskiego. Twórczyni i kierownik pierwszej w Polsce Uniwersyteckiej Poradni Prawnej działającej przy Uniwersytecie Jagiellońskim, pełniła funkcje prorektora Uniwersytetu Jagiellońskiego, prodziekana Wydziału i kierownika Katedry Prawa Karnego UJ.
Stopień doktora nauk prawnych uzyskała w 1972, zaś stopień naukowy doktora habilitowanego w 1982. Ukończyła aplikację sędziowską i zdała egzamin sędziowski. W latach 1986–1990 była członkiem Zespołu Doradców Sejmowych, a w ramach współpracy z Collegium Medicum Uniwersytetu Jagiellońskiego w latach 2002–2007 była kierownikiem dorocznego Forum Prawno-Medycznego organizowanego przez Krakowską Izbę Lekarską. Odznaczona Złotym Krzyżem Zasługi.
Autorka dwóch monografii, licznych opracowań artykułowych i współautorka Komentarza do Kodeksu Karnego (część ogólna i szczególna – red. Andrzej Zoll).